# Teddy Burns-Goulet
Teddy Burns-Goulet est un artiste québécois de burlesque et comédien ayant travaillé essentiellement sur les scènes des théâtres burlesques mais aussi à la télévision et au cinéma. Il est né à Montréal le 29 mai 1897 et mort à Montréal en 1970.

## Biographie
Teddy Burns-Goulet fut, des années 1930 aux années 1950, de toutes les troupes de burlesques à Montréal.
Il a donc participé à de nombreuses revues burlesques présentées par Rose Ouellette, Arthur Petrie, Jean Grimaldi et Olivier Guimond, père au Théâtre National et dans la plupart des scènes burlesques montréalaises de l'époque. Il fut aussi un partenaire régulier de Manda Parent. Selon plusieurs, au Québec dans les années 1930 et 1940, Teddy Burns-Goulet a été le plus grand rival du maître incontesté du burlesque de son époque : Olivier Guimond, père.
Spécialiste des accents étrangers, il fut très en demande à la radio pour interpréter des personnages de nationalités étrangères. Il a aussi tourné dans plusieurs films et quelques téléromans du début de la télévision québécoise.
Dans les dernières années de sa vie active, il fit quelques apparitions au Théâtre des Variétés de Gilles Latulippe.

## Cinéma et télévision
- 1947 : Whispering City (film) : Stage Manager
- 1956 - 1957 : Quatuor : Les Vacances de Maigret (téléthéâtre)
- 1958 : Les Mains nettes (film de l'ONF) : M. Morin
- 1959 : Les 90 jours (film de l'ONF) : le manchot
- 1961 : Vote for Michalski (film)
- 1962 : Compagnon d'aventure (Big Red) (film) : ingénieur
- 1970 : L'Amour humain (film)

## Sources
- Gilles Latulippe, Avec un sourire, Montréal, Éditions de l'Homme, 1997 (ISBN 978-2-761-91355-3)
- Philippe Laframboise et al., Un demi-siècle de showbiz au Québec, Montréal, Éditions Logiques, coll. « Je me souviens », 1997 (ISBN 978-2-893-81435-3)